# Gabrška Gora
Gabrška Gora je naselje u slovenskoj Općini Škofji Loki. Gabrška Gora se nalazi u pokrajini Gorenjskoj i statističkoj regiji Gorenjskoj. 

## Stanovništvo
Prema popisu stanovništva iz 2002. godine naselje je imalo 60 stanovnika.